# Paris-Roubaix 1906
Paris-Roubaix din 1906 a fost a 11-a ediție a Paris-Roubaix, o cursă clasică de ciclism de o zi din Franța. Evenimentul a avut loc pe 15 aprilie 1906 și s-a desfășurat pe o distanță de 270 de kilometri de la Paris până la velodromul din Roubaix. Câștigătorul a fost Henri Cornet din Franța.

## Rezultate
| Loc | Ciclist                     | Timp         |
| --- | --------------------------- | ------------ |
| 1   | Henri Cornet (FRA)          | 9h 59' 30"   |
| 2   | Marcel Cadolle (FRA)        | +0' 00"      |
| 3   | René Pottier (FRA)          | +5' 15"      |
| 4   | Louis Trousselier (FRA)     | +8' 45"      |
| 5   | César Garin (ITA)           | +14' 45"     |
| 6   | Hippolyte Aucouturier (FRA) | +21' 45"     |
| 7   | Georges Passerieu (FRA)     | +23' 45"     |
| 8   | Emile Georget (FRA)         | +2hr 00' 45" |
| 9   | F. Saint (FRA)              | +2hr 25' 45" |
| 10  | Georges Fleury (FRA)        | +2hr 35' 45" |